# Poesia jueva
La poesia jueva, que té les seves arrels en les escriptures de la Bíblia, és la creació literària en aquest gènere realitzada per jueus, i es construeix amb una particular mètrica fundada en el paral·lelisme semàntic i el ritme accentual.

## El concepte de divinitat
Segons Georg Hegel, és en la poesia jueva on apareix, per primera vegada, la presència d'un Déu format solament pel seu esperit, invisible i incorpori, oposat a la Naturalesa. L'Univers, malgrat la seva "riquesa i magnificència", és subsidiari de Déu i, com a creació seva, "no existeix sinó per manifestar-ho i glorificar-ho". La poesia religiosa, en tant art sant, compleix també amb el seu paper de glorificar al Creador.
L'existència autònoma de Déu, la seva inaccessibilitat als sentits i la seva condició de senyor de l'Univers és una idea dominant en la poesia jueva. Déu és aquell ésser que, amb el sol auxili de la seva voluntat, sense apel·lar a rituals ni a accions, ordenant, simplement, que es fes la llum perquè la llum fos feta, el Déu glorificat en la poesia hebrea, un Déu que és la voluntat pura, la paraula i el pensament purs. El temporal, l'Univers i l'Home, en tant oposats essencialment a Déu, no poden ser divins.
L'Home, malgrat no ser diví, és posseïdor de la llibertat. La voluntat divina li mostra la llei, la diferència entre el ben i el malament, i està a la mà de l'Home la decisió sobre quin camí prendrà. De les seves decisions, depenen el mèrit o demèrit, i a partir d'aquests, s'imposa la justícia en forma de beneficis, recompenses, proves o càstigs, que s'experimenten en vida. La persona que viu d'acord amb la llei de Déu, aconsegueix relacionar-se amb ell.
Aquestes idees estan expressades en els Salms, en Profetes i, en general, per tota la Bíblia.